# Humana Building
El Humana Building, también conocido como Humana Tower, es un rascacielos de 1985 en el centro de Louisville, la ciudad más grande del estado de Kentucky (Estados Unidos). Está ubicado en 500 West Main Street y sede de Humana Corporation. Fue construido por The Auchter Company. Mide 127,1 metros de altura y tiene 27 pisos.

## Descripción
La estructura de 26 pisos es la sede de Humana Corporation y fue diseñada por el ganador del Premio Driehaus y arquitecto Michael Graves. La construcción comenzó en octubre de 1982 y se terminó en mayo de 1985.
Cada lado del edificio está diseñado de manera ligeramente diferente, hasta un estilo piramidal inclinado para los pocos pisos superiores. El edificio también es conocido por su construcción exterior de granito rosa plano. La logia de la fachada norte es respetuosa con la arquitectura más antigua del centro de la ciudad, y está al mismo nivel que los escaparates originales de Main Street. 
La parte delantera al aire libre de la logia contiene una gran fuente. La gran parte curva hacia la parte superior del edificio es una plataforma de observación al aire libre. El punto más externo del círculo tiene espacio para que unas pocas personas a la vez estén rodeadas de vidrio, lo que permite vistas del río Ohio y Main Street. La plataforma de observación no ha estado abierta al público desde los Atentados del 11 de septiembre de 2001.

## Premios
Por su diseño, el American Institute of Architects incluyó al Humana Building en su America's Favorite Architecture en 1987. La revista Time lo cataloga como uno de los diez mejores edificios de la década de 1980.